# Czarnoksiężnik z krainy Oz (serial animowany)
Czarnoksiężnik z krainy Oz / Czarnoksiężnik z Oz (ang. The Wizard of Oz) – amerykański serial animowany z 1990 roku.

## Fabuła
Pewnego razu porywisty wicher porywa dom razem z Dorotką i jej psem Toto do tajemniczej krainy Oz. Jedyną osobą, która może pomóc dziewczynie odnaleźć drogę powrotną do domu, jest tajemniczy Czarnoksiężnik. W trakcie podróży Dorota spotyka na swojej drodze Tchórzliwego Lwa, Strach na Wróble i Blaszanego Drwala. Bohaterowie wspólnie wyruszają w pełną przygód wędrówkę.

## Obsada (głosy)
- Liz Georges jako Dorotka
- Frank Welker jako Toto
- David Lodge jako Strach na wróble
- Hal Rayle jako Blaszany Drwal
- Charles Adler jako Tchórzliwy Lew
- B.J. Ward jako Glinda Dobra
- Alan Oppenheimer jako Czarnoksiężnik
- Tress MacNeille jako Zła czarownica z Zachodu
- Pat Fraley jako latająca małpa Truckle

## Wersja polska
W Polsce serial był emitowany w 1997 na kanałach TVP Regionalnych. Następnie na Top Kids w 2017. Istnieją dwie wersje lektorskie:
- Pierwsza wersja emitowana na TVP Regionalna pod nazwą Czarnoksiężnik z krainy Oz z angielskim dubbingiem i polskim lektorem, którym był Stanisław Heropolitański.
- Druga wersja emitowana na Top Kids od 1 czerwca 2017 roku. Premierowe odcinki serialu były emitowane codziennie o godzinie 17:25[3][4] z angielskim dubbingiem i polskim lektorem, którym był Artur Ziajkiewicz (opracowana przez Studio PDK).

## Lista odcinków
| N/o | Polski tytuł (Top Kids)           | Angielski tytuł                     |
| --- | --------------------------------- | ----------------------------------- |
|     |                                   |                                     |
| 01  | Na ratunek Szmaragdowemu Grodowi  | The Rescue of the Emerald City      |
| 02  | Na ratunek Szmaragdowemu Grodowi  | The Rescue of the Emerald City      |
|     |                                   |                                     |
| 03  | Czasowo                           | Fearless                            |
|     |                                   |                                     |
| 04  | Kryształ czystości                | Crystal Clear                       |
|     |                                   |                                     |
| 05  | Nie jesteśmy już w Kansas         | We’re Not in Kansas Anymore         |
|     |                                   |                                     |
| 06  | Lew, który pisnął                 | The Lion that Squeaked              |
|     |                                   |                                     |
| 07  | Słodkich snów                     | Dream a Little Dream                |
|     |                                   |                                     |
| 08  | Zagubiona gwiazda                 | A Star is Gone                      |
|     |                                   |                                     |
| 09  | Czasogród                         | Time Town                           |
|     |                                   |                                     |
| 10  | Mistrzowska mleczarka z Mechaniki | The Marvelous Milkmaid of Mechanica |
|     |                                   |                                     |
| 11  | Wspakolandia                      | Upside-Down Town                    |
|     |                                   |                                     |
| 12  | Dzień, w którym umilkła muzyka    | The Day the Music Died              |
|     |                                   |                                     |
| 13  | Wyścig w przestworzach            | Hot Air                             |